# Castillo Club de Fútbol
El Castillo Club de Fútbol es un club de fútbol de España de la población de Castillo del Romeral, en el municipio de San Bartolomé de Tirajana, en la Provincia de Las Palmas. Fue fundado en 1950 y participa en el grupo segundo, de la Primera Categoría Regional de Las Palmas, en Canarias. Actualmente reside en regional, donde se encuentra en la novena posición.

## Historia
Fundado el 26 de febrero de 1950 y su primer Presidente fue Antonio Guedes Artiles. Histórico club que ha militado nueve temporadas en la Tercera División Canaria de fútbol, y muchas temporadas en las categorías regionales de la provincia de Las Palmas. Debutó en la Segunda División B de España en la temporada 2004-05, jugando dos temporadas en esta categoría.
En agosto de 2010, el Castillo CF renunció a participar en la 3.ª División y solicitó la inscripción en la Interinsular Preferente, quinto nivel de competición, en el grupo de Las Palmas, debido a los graves problemas que acuciaban a la sociedad canaria junto a la ausencia de patrocinadores, siendo admitida por la RFEF.
En la temporada 2014/2015 la nueva junta gestora decide no salir a competir en categoría regional. Esa temporada la actividad del club se centra en la formación en la base, contando con dos equipos benjamines, un alevín, un infantil, un cadete y un juvenil. A ello debe sumarse la formación con niños, menores de siete años, en la denominada "escuelita" de fútbol.
En la temporada 2015/2016 pide a la Federación Interinsular de Fútbol de Las Palmas la inscripción, tras una temporada de inactividad, de su equipo regional, siendo admitida la propuesta y pasando a competir en el grupo segundo de la Segunda Categoría Regional de la isla de Gran Canaria.
Así mismo, este año se crea, por primera vez en la historia del club, la sección de fútbol sala. Esta modalidad comienza con equipos en categoría cadete, juvenil y regional. La sección de fútbol sala disputa sus partidos como local en el Pabellón de San Fernando de Maspalomas, en espera de la apertura del Pabellón del Castillo del Romeral, situado este último justo al lado del Estadio del Castillo del Romeral. El primer equipo de fútbol del Castillo CF, tras empatar a uno en la última jornada contra Las Remudas, consigue el ascenso a la categoría de Primera Regional, donde milita actualmente.
En la temporada 2016/2017 el primer equipo consigue la permanencia en la categoría, de 1.ª Regional de Gran Canaria, en la última jornada de liga con victoria contra el Abrisajac. El equipo Alevín es campeón de liga y asciende la categoría Preferente Alevín, y el equipo de fútbol sala queda subcampeón de la Copa Federación.

## Uniforme
- Uniforme titular: Camiseta amarilla, pantalón azul y medias azules.

## Estadio
El Estadio fue inaugurado en 2001 y tiene una capacidad para 1000 espectadores. Las dimensiones del terreno de juego son 105 x 68 m.

## Datos del club
- Temporadas en 2.ª División B: 2
- Temporadas en 3.ªDivisión: 9
- Temporadas en Preferente: 5
- Temporadas en 1.ªRegional: 19
- Temporadas en 2.ªRegional: 8

### Temporadas
| Temporada | División       | Posición | Copa del Rey |
| --------- | -------------- | -------- | ------------ |
| 1980/81   | 2.ªRegional    | 10.º     |              |
| 1981/82   | 2.ªRegional    | 10.º     |              |
| 1982/83   | 2.ªRegional    | 9.º      |              |
| 1983/84   | 2.ªRegional    | 11.º     |              |
| 1984/85   | 2.ªRegional    | 10.º     |              |
| 1985/86   | 2.ªRegional    | 4.º      |              |
| 1986/87   | 2.ªRegional    | 1.º      |              |
| 1987/88   | 1.ªRegional    | 5.º      |              |
| 1988/89   | 1.ªRegional    | 5.º      |              |
| 1989/90   | 1.ªRegional    | 8.º      |              |
| 1990/91   | 1.ªRegional    | 3.º      |              |
| 1991/92   | 1.ªRegional    | 8.º      |              |
| 1992/93   | 1.ªRegional    | 4.º      |              |
| 1993/94   | 1.ªRegional    | 11.º     |              |
| 1994/95   | 1.ªRegional    | 1.º      |              |
| 1995/96   | Preferente     | 17.º     |              |
| 1996/97   | 1.ªRegional    | 3.º      |              |
| 1997/98   | Preferente     | 14.º     |              |
| 1998/99   | Preferente     | 2.º      |              |
| 1999/00   | 3.ª División   | 4.º      |              |
| 2000/01   | 3.ª División   | 5.º      |              |
| 2001/02   | 3.ª División   | 2.º      |              |
| 2002/03   | 3.ª División   | 2.º      |              |
| 2003/04   | 3.ª División   | 1.º      |              |
| 2004/05   | 2.ª División B | 10.º     |              |
| 2005/06   | 2.ª División B | 16.º     |              |
| 2006/07   | 3.ª División   | 5.º      |              |
| 2007/08   | 3.ª División   | 4.º      |              |
| 2008/09   | 3.ª División   | 3.º      |              |
| 2009/10   | 3.ª División   | 12.º     |              |

| Temporada | División    | Posición | Copa del Rey |
| --------- | ----------- | -------- | ------------ |
| 2010/11   | Preferente  | 19.º     |              |
| 2011/12   | 1.ªRegional | 8.º      |              |
| 2012/13   | 1.ªRegional | 5.º      |              |
| 2013/14   | 1.ªRegional | 8.º      |              |
| 2015/16   | 2.ªRegional | 2.º      |              |
| 2016/17   | 1.ªRegional | 15.º     |              |
| 2017/18   | 1.ªRegional | 6.º      |              |
| 2018/19   | 1.ªRegional | 5.º      |              |
| 2019/20   | 1.ªRegional | 2.º      |              |
| 2020/21   | Preferente  | 13.º     |              |
| 2021/22   | 1.ªRegional | 8.º      |              |
| 2022/23   | 1.ªRegional | 6.º      |              |
| 2023/24   | 1.ªRegional | 2.º      |              |